# 기원전 제3천년기
기원전 제3천년기(紀元前第三千年期)는 기원전 3000년부터 기원전 2001년까지 이어지는 천 년의 기간이다. 이 시기는 전세계적으로 청동기 시대 초기에서 중기에 해당되는 시기로, 중동과 유라시아 각지의 도시국가들은 타 지역을 침공하여 제국 건설을 꿈꾸었다. 한편 고대 이집트 문명은 고왕국에 해당되는 시대로 성장의 절정을 맞이하고 있었다. 전세계 인구는 이 시기 동안 두 배로 불어나 3000만 명에 달하게 되었다.

## 상세
청동기 시대는 대략 기원전 3000년경에서 기원전 2500년경까지의 시기로 여겨진다. 기원전 제4천년기에는 이전보다 더욱 발전된 도시 문명이 출현하였고, 청동기 기술의 등장으로 농업 생산성이 증대되었으며, 문자의 발명으로 의사소통 수단이 크게 발달하였다. 기원전 제3천년기는 이들 세 요건이 지적으로나 물리적으로나 성장을 이루어 정치기반 투쟁의 배경으로 작용하였으며, 그 결과 통치자들은 더 많은 부와 권력을 추구하였다. 이와 함께 초대형 건축물, 제국주의, 절대주의 조직, 내부혁명 등이 처음으로 출현하였다.
메소포타미아의 수메르와 아카드 문명에서는 도시국가들 사이에 침공이 거듭되는 격변의 시대를 맞았으며, 계속되는 충돌로 자원과 동력, 인력은 고갈되어 갔다. 이러한 충돌의 결과는 큰 제국의 건설으로 끝을 맺었으며 각 정복자들은 그 위상을 높여갔다. 최종적으로는 아카드의 사르곤이 메소포타미아와 그 너머 지역까지를 평정하고 왕국 (아카드 제국)을 세웠다. 이로부터 1,500년 뒤 아시리아 제국이 메소포타미아를 다시 평정하기 전까지 이만한 규모의 제국이 들어선 것은 아카드 제국이 유일하였다.
한편 고왕국 시대에 접어든 이집트 문명에서는 파라오를 위한 무덤인 피라미드가 건설되었으며, 그로부터 수천년 뒤까지 인류가 만든 가장 거대한 건축물로 남았다. 또 파라오들이 자신을 평범한 인간과는 다른 본질을 지닌, 하나의 '살아있는 신'으로 일컫게 되었다. 같은 시기 아직 신석기에 머물렀던 유럽 지역에서도 거석을 건설한 지도자들이 자신만의 커다란 기념물을 남기게 되었다. 이처럼 중동과 서양 지역에서는 통치자와 건축가들이 이전에는 넘지 못한 극한에 도전하고 있었다.
천년기의 끝에 다다를 즈음에는 이집트에서 역사에 최초로 기록된 '혁명'이 벌어져 고왕국 시대를 마감하고 제1중간기에 접어들게 되었다. 또 수메르에서는 기나긴 혼란기를 지나 지역 통일을 기반으로 안정된 정치권력을 수립하면서, 상대적으로 평화롭고 조직력 있는 동시에 복잡한 기술주의 사회를 이룩하게 되었는데 이를 우르 제3왕조라 칭한다. 하지만 머지않아 아모리인이라는 외세의 영향권에 편입되었으며, 그로부터 수백년 동안 아모리인들이 수메르 일대에 중대한 영향력을 행사하게 된다.

## 주요 사건

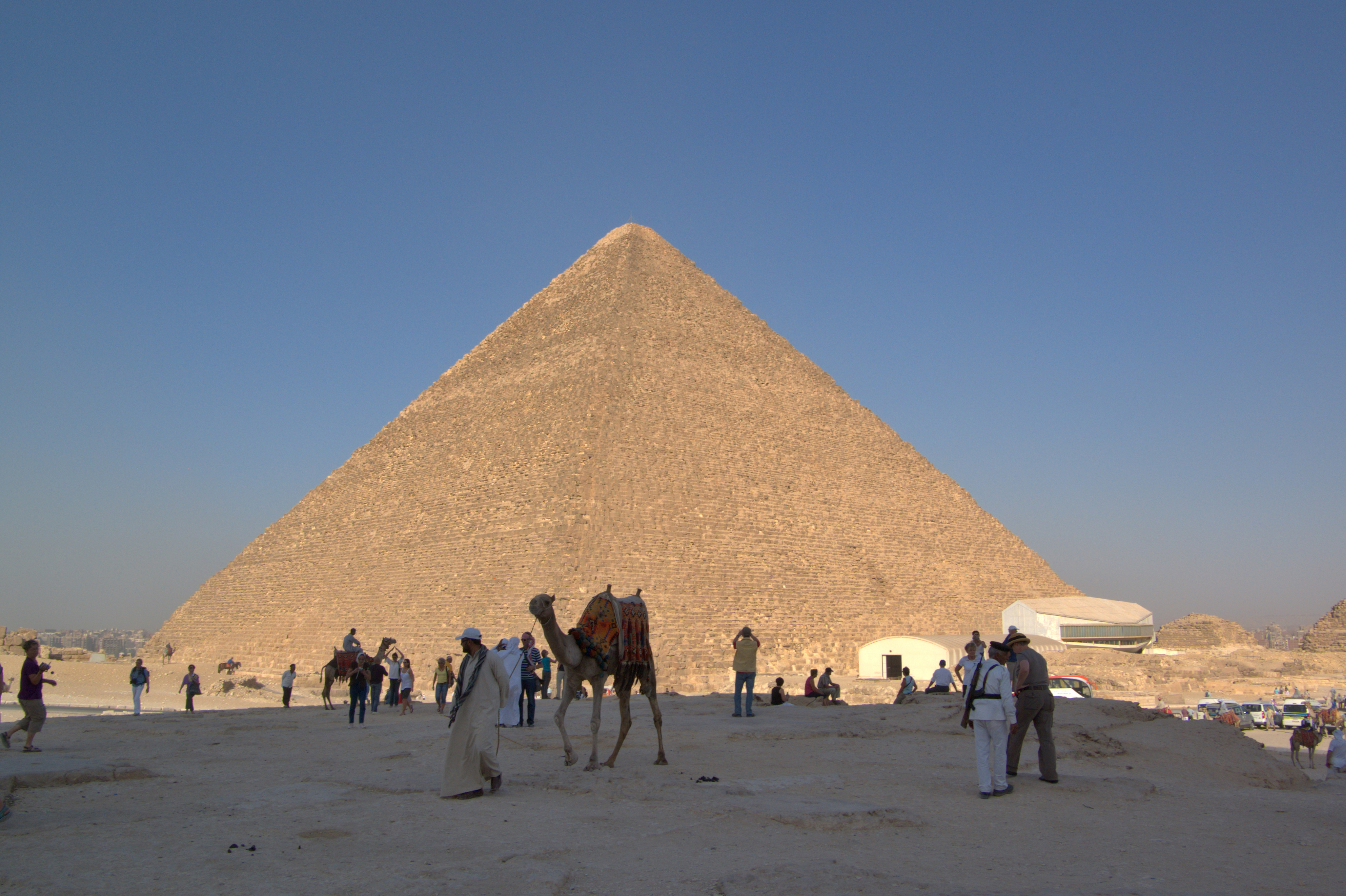
쿠푸의 대피라미드

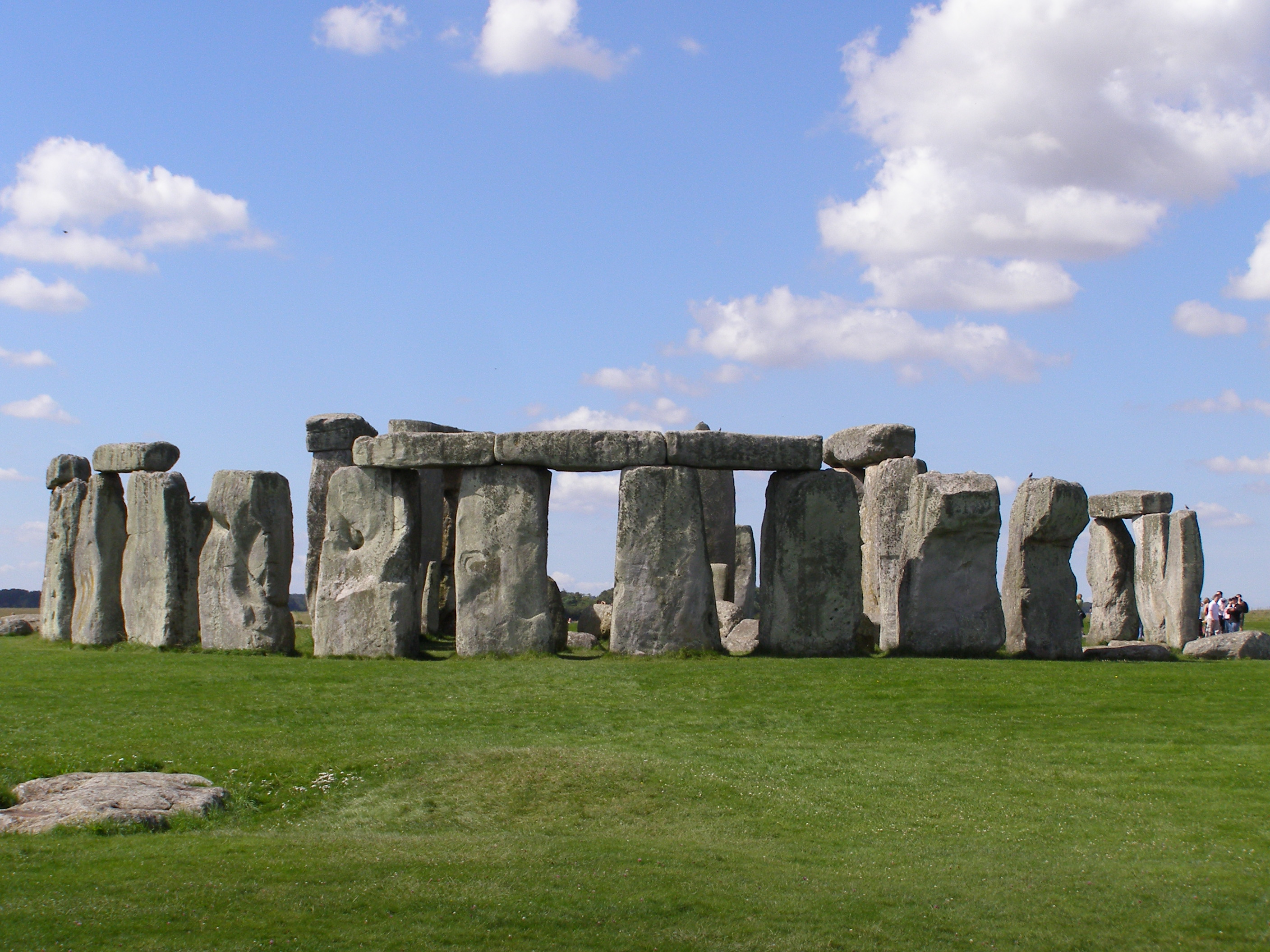
스톤 헨지

기원전 제4천년기의 사건 중에서 기원전 제3천년기의 전조가 된 것은 다음과 같다.
- 기원전 3700년경 : 인도의 인더스 계곡에 무역항인 로탈 (Lothal)이 형성되었다.
- 기원전 3650년 ~ 기원전 3000년경 : 크레타섬에 미노아 문명이 출현하였다.
- 기원전 3200년/기원전 3100년경 : 그리스 본토에서 헬레니아 문명과 키클라데스 문명이 출현하였다.

기원전 제3천년기의 주요 사건은 다음과 같다.
- 기원전 3000년경
  - 상이집트와 하이집트가 통일되었다.
  - 중동에서 금이 처음으로 이용되기 시작하였다.
  - 누비아의 A그룹 문명에 속하던 타세티 왕국이 멸망하였다. 고대 이집트의 침공으로 인한 것으로 추정.
- 기원전 3000년 ~ 기원전 2000년경 : 덴마크에서 선박이 처음으로 제작됐다. (현재 코펜하겐 국립박물관 소장)
- 기원전 2890년 ~ 기원전 2880년경
  - 이집트 제2왕조, 헤텝세켐위가 즉위하였다.
  - 시리아의 도시국가인 마리가 건국되었다.
  - 셈족이 시나르-아카드 평원 북부의 아시리아를 점령하였다.
  - 페니키아인들이 시리아 연안의 티레와 시돈 사이 지역에 정착하였다.
  - 중국의 전설 속 제왕들인 삼황오제가 등장한 시기.
- 기원전 2879년경 : 베트남 북부에 반랑과 홍방 왕조가 출현하였다.
- 기원전 2800년~기원전 2700년경
  - 그리스 키클라데스 제도의 케로스 섬에서 '하프 연주하는 남자'를 묘사한 조각상이 제작됐다 (현재 미국 메트로폴리탄 미술관 소장)
  - 이란에서 엘람인이 왕국을 건설하였다.
  - 현존하는 가장 오래된 나무인 '므두셀라'가 처음으로 싹을 틔웠다.
- 기원전 2686년 : 이집트 제3왕조, 사나크테가 즉위하였다.
- 기원전 2613년 : 이집트 제4왕조, 스네프루가 즉위하였다.
- 기원전 2600년경 : 이베리아 반도에서 동기 시대 유적인 로스미야레스와 잠부잘 유적이 형성되었다.
- 기원전 2500년경 : 몰타의 파올라에서 할사플리니 지하 묘역이 다시 발굴되어 지하 사원으로 쓰이기 시작하였다.
- 기원전 2498년경 : 이집트 제5왕조, 우세르카프가 즉위하였다.
- 기원전 2492년경 : 아르메니아의 족장인 하이크가 바빌로니아의 벨 왕을 무찔렀다 (신화에 근거).
- 기원전 2345년경 : 이집트 제6왕조, 테티가 즉위하였다.
- 기원전 2500년경
- 기원전 2500년 ~ 기원전 2200년경
  - 키클라데스 제도에서 여자상 두 점이 제작되었다 (현재 아테네 키클라데스 문화박물관 소장).
  - 수메르에서 라가시 왕조가 출현하였다.
- 기원전 2600년경: 인더스 계곡의 통일 문명이 출현하였다.
- 기원전 2474년–기원전 2398년: 메소포타미아 우르의 황금기.
- 기원전 2334년: 아카드의 사르곤이 메소포타미아를 평정하고 아카디아 제국을 건국하였다.
- 기원전 2333년: 한반도 북부에 최초의 고대국가인 고조선이 출현하였다 (건국신화 기준).
- 기원전 2300년경: 누비아에서 C그룹 목축민들이 출현하였다.
- 기원전 2181년경: 이집트 제7왕조와 제8왕조.
- 기원전 2130년경: 이집트 제9왕조, 케티 1세가 즉위하였다.
- 기원전 2130년경: 이집트 제10왕조, 메리하토르가 즉위하였다.
- 기원전 2134년경: 이집트 제11왕조, 멘투호텝 1세가 즉위하였다.
- 기원전 2070년경 : 중국에서 하나라가 출현하였다.

## 세기별 문서
- 기원전 30세기
- 기원전 29세기
- 기원전 28세기
- 기원전 27세기
- 기원전 26세기
- 기원전 25세기
- 기원전 24세기
- 기원전 23세기
- 기원전 22세기
- 기원전 21세기